# Газипур-Садар
Газипур-Садар (бенг. গাজীপুর সদর, англ. Gazipur Sadar) — подокруг в центральной части Бангладеш в составе округа Газипур. Образован в 1983 году. Административный центр — город Газипур. Площадь подокруга — 446,38 км². По данным переписи 1991 года население подокруга составляло 588 492 человека. Плотность населения равнялась 1318 чел. на 1 км². Уровень грамотности населения составлял 43 %. Религиозный состав: мусульмане — 92,46 %, индуисты — 7,04 %, христиане — 0,35 %, прочие — 0,15 %.